# Odontocolon dentipes
Odontocolon dentipes ist eine Schlupfwespe aus der Unterfamilie Xoridinae. Die Art wurde von Johann Friedrich Gmelin im Jahr 1790 als Ichneumon dentipes erstbeschrieben. Der lateinische Artname dentipes setzt sich aus den Wortteilen dens („Zahn“, „Stachel“) und pes („Fuß“, „Bein“) zusammen.

## Taxonomie
Die Art ist Teil eines gleichnamigen Artenkomplexes, der aus mehreren Krypto-Arten besteht, von denen einige erst in den letzten Jahren identifiziert und beschrieben werden konnten, darunter Odontocolon kodama sp. nov. und Odontocolon longitarsum sp. nov. aus Skandinavien.

## Merkmale
Die Schlupfwespen sind 7–17 mm lang. Kopf, Thorax und Hinterleib der Schlupfwespen sind schwarz. Die Fühler sind ebenfalls schwarz. Die Beine sind rotgelb gefärbt. Die Coxae sind mit Ausnahme des apikalen Endes schwarz. Die Trochanteren sind teilweise verdunkelt. Die hinteren Femora weisen auf der Innenseite einen kräftigen Zahn auf. Die hinteren Tibien der Männchen können auch verdunkelt sein. Die Weibchen besitzen einen langen leicht nach oben gebogenen Ovipositor, der etwa so lang ist wie der eigentliche Körper. Die Vorderflügel weisen eine charakteristische Flügeladerung mit einem dunkelbraunen Pterostigma auf. Es gibt mehrere sehr ähnliche Arten in der Gattung Odontocolon.

## Verbreitung und Lebensraum
Odontocolon dentipes ist in der westlichen Paläarktis verbreitet. In Europa reicht das Vorkommen im Norden bis nach Fennoskandinavien und auf die Britischen Inseln. Im Süden reicht das Verbreitungsgebiet bis nach Spanien und Italien.

## Lebensweise
Odontocolon dentipes ist eine Nadelwald-Art. Die häufige und weit verbreitete Art beobachtet man insbesondere an Holzstapeln und Stubben von Kiefern. In den Alpen kommen die Schlupfwespen bis zur Baumgrenze vor. Die Schlupfwespen werden von April bis September beobachtet, am häufigsten in den Monaten Mai, Juni und August. Die Larven sind idiobionte Ektoparasiten von Käferlarven, die sich im Holz von Nadelhölzern entwickeln. Als Wirtsarten werden genannt:
- Schwarzgesaumter Schmalbock (Anastrangalia dubia)
- Dunkelbrauner Halsgrubenbock (Arhopalus rusticus)
- Waldbock (Spondylis buprestoides)
- Brauner Fichtenbock (Tetropium fuscum)

## Bilder

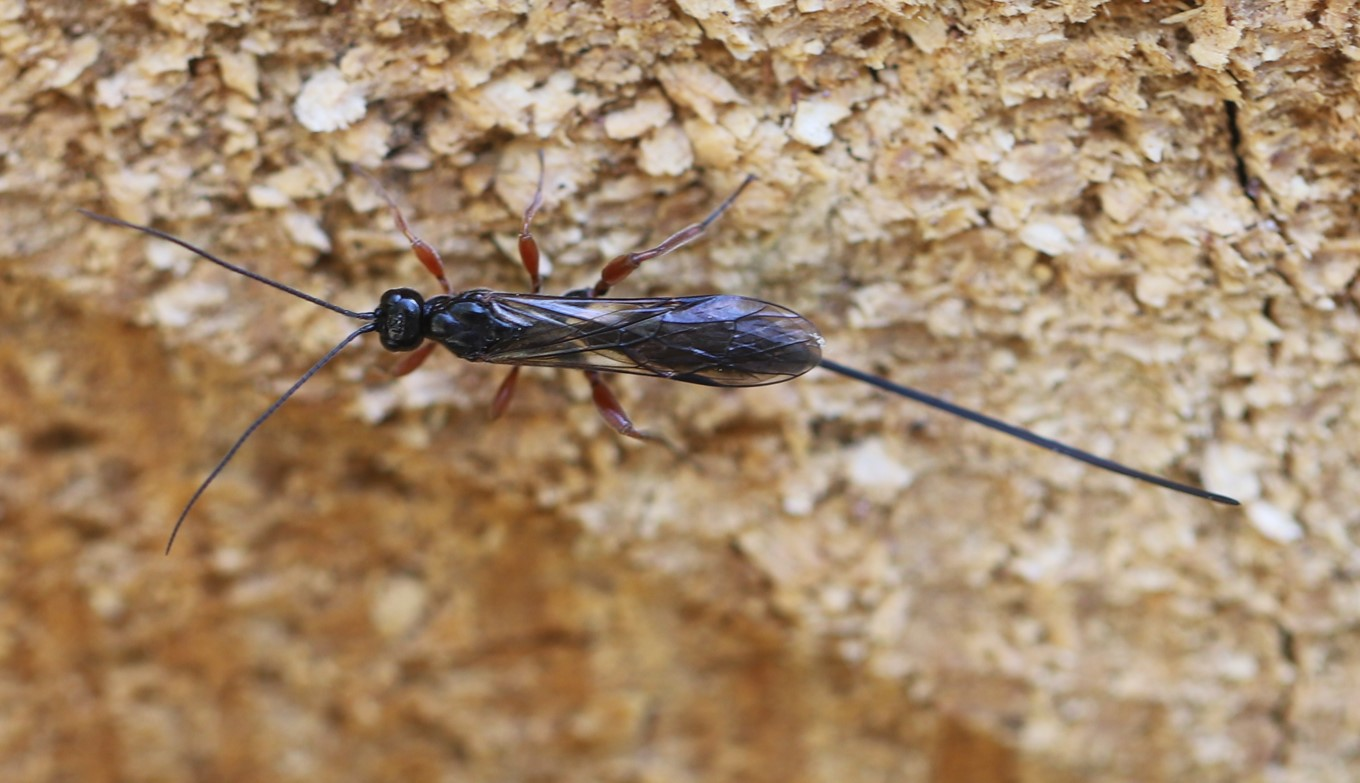
Odontocolon dentipes ♀ (Dorsalansicht)
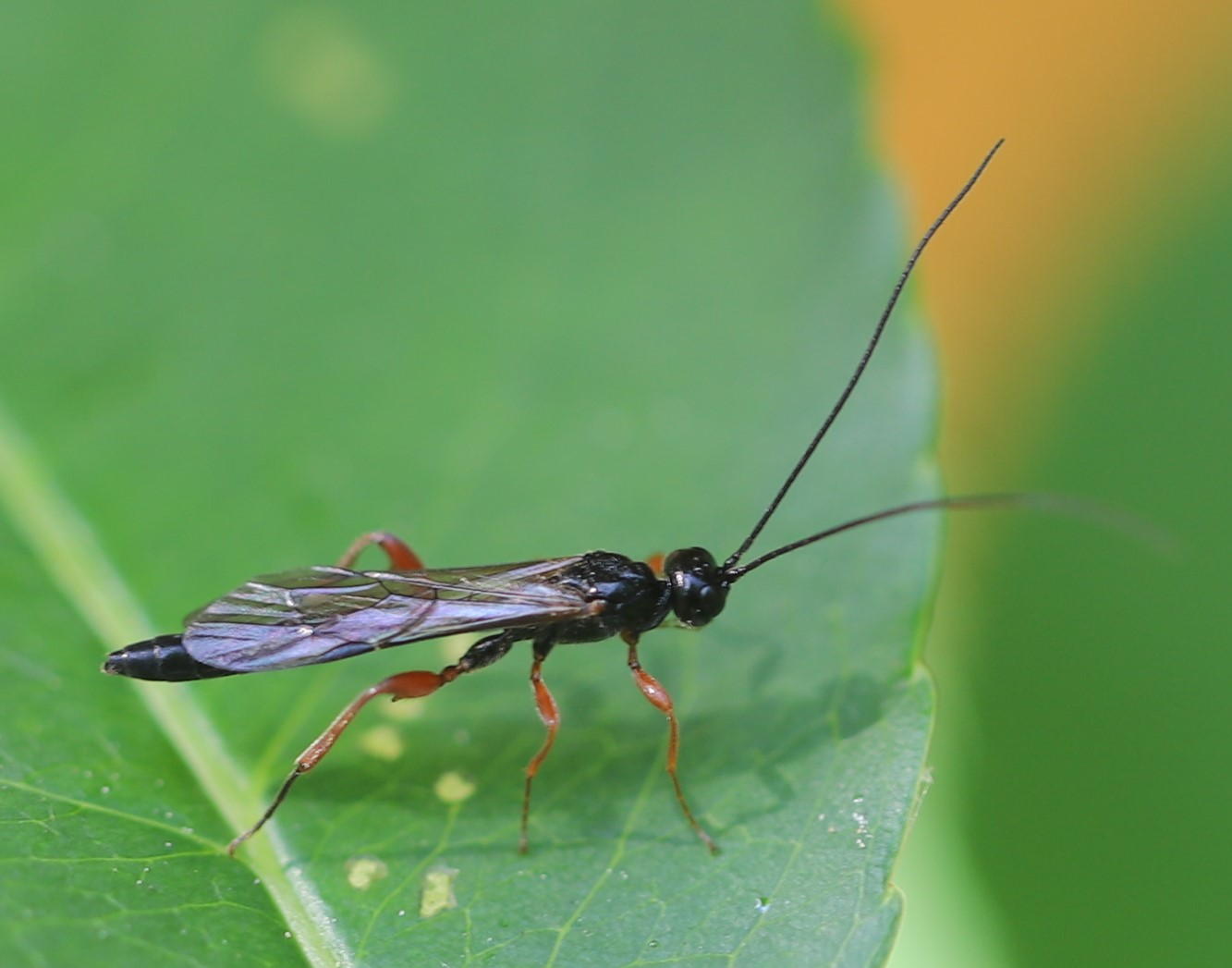
Odontocolon dentipes ♂
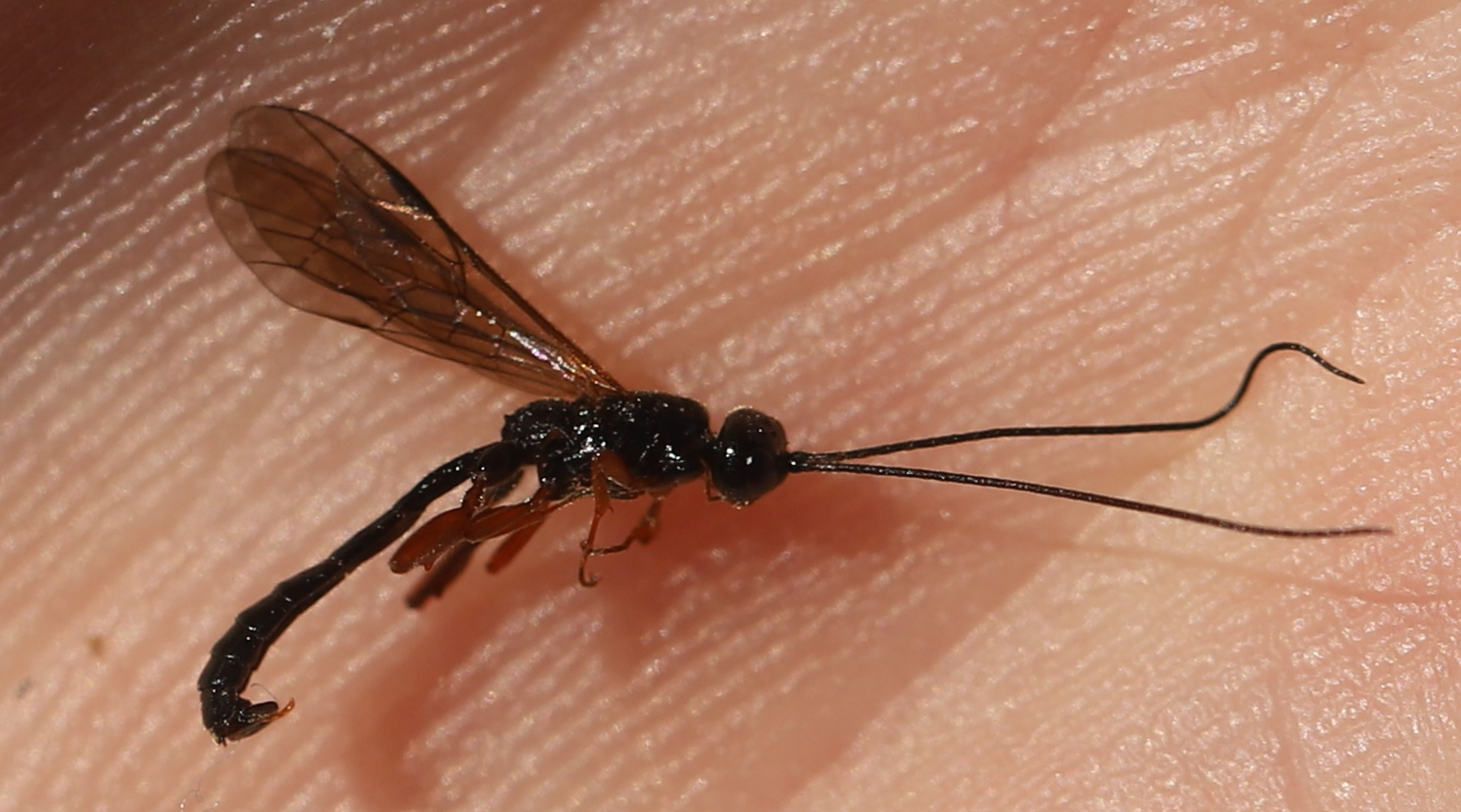
Odontocolon dentipes ♂
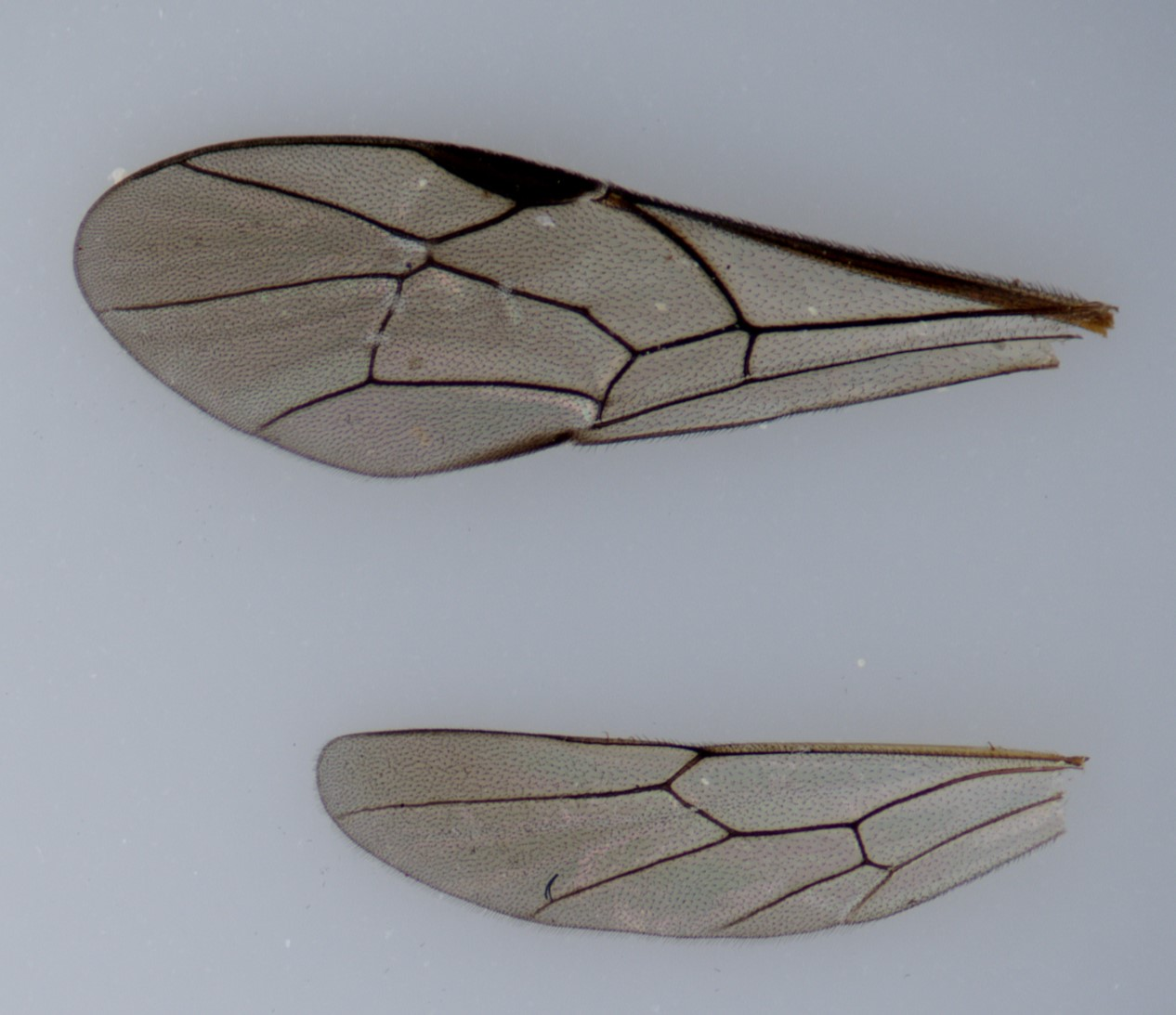
Flügel von Odontocolon dentipes ♂